# Procter & Gamble

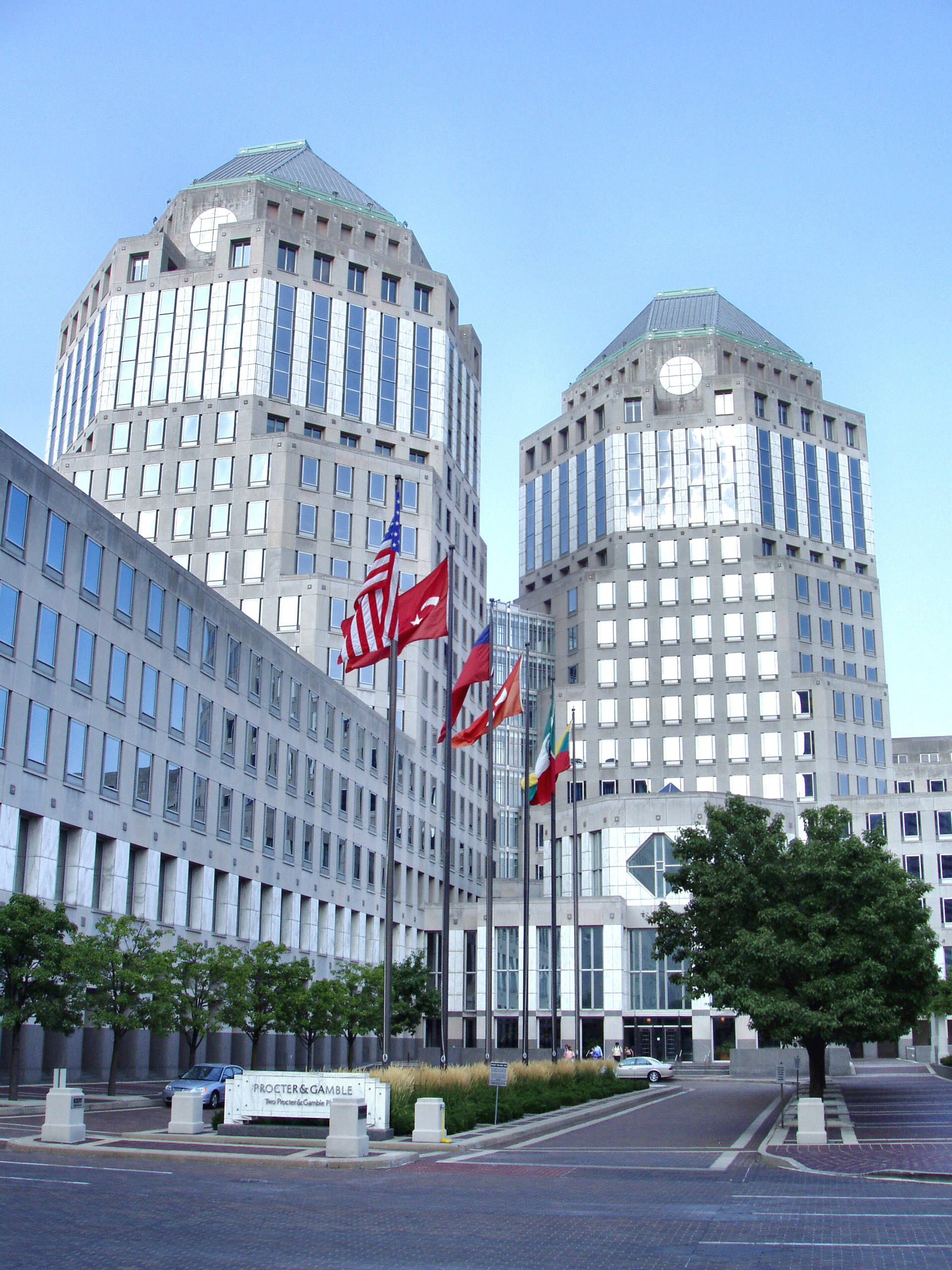
Siedziba przedsiębiorstwa w Cincinnati

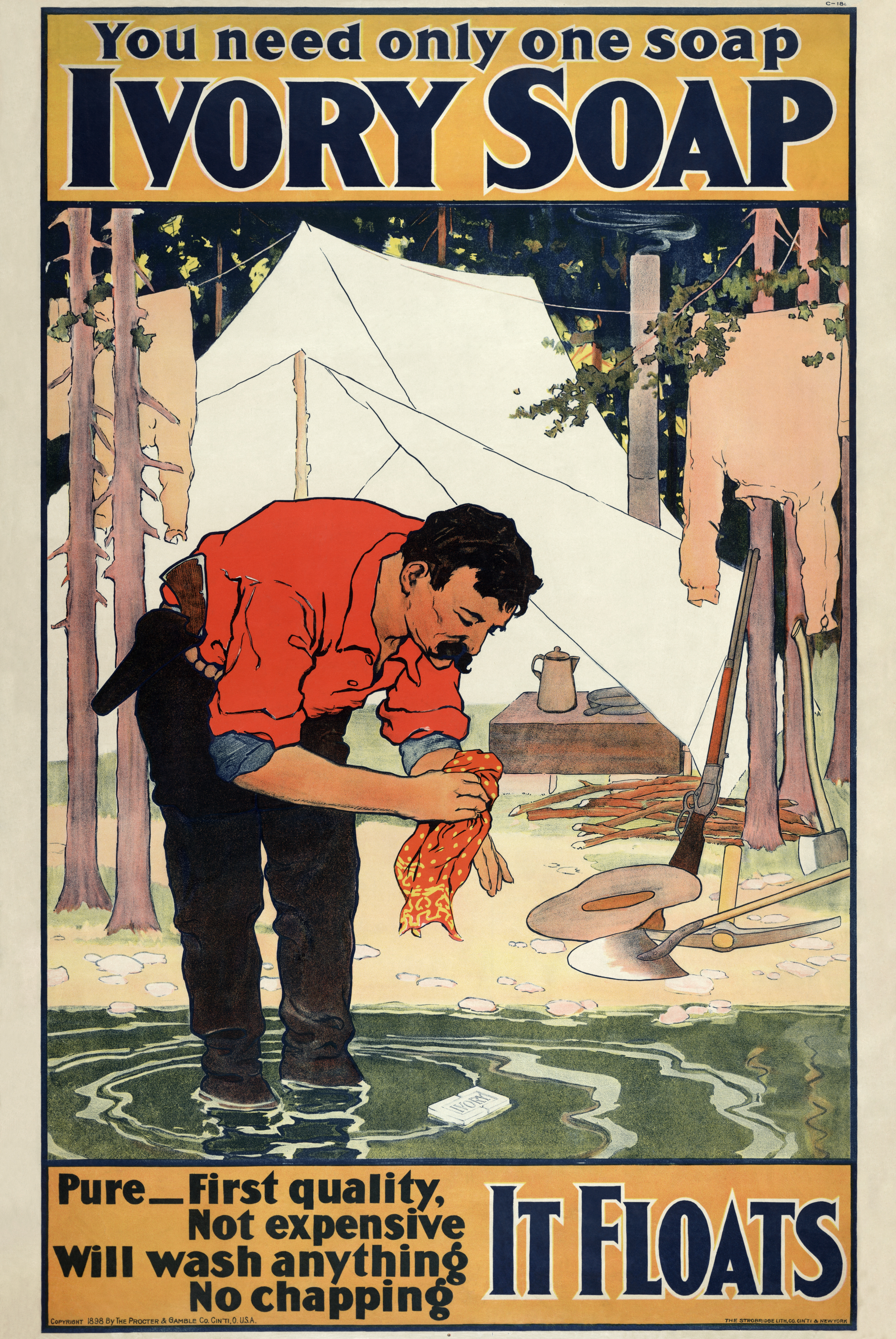
reklama Ivory Soap z 1898 r.

Procter & Gamble Company (P&G, NYSE: PG) – globalna grupa kapitałowa mająca swoją siedzibę w Cincinnati, Ohio, USA. Wytwarza dobra konsumpcyjne, głównie kosmetyki i środki higieny osobistej. Jej wartość szacuje się na ok. 63,1 miliarda USD, co czyni ją jednym z największych przedsiębiorstw świata. W roku 2010 zatrudniał 127 tys. pracowników.

## Historia
- 1837 – Producent świec, William Procter oraz wytwórca mydła, James Gamble zakładają małe przedsiębiorstwo produkcyjne w Cincinnati, Ohio z początkowym kapitałem 7000 USD. Pierwszymi produktami nowego przedsiębiorstwa są świece woskowe i mydło.
- 1879 – James Norris Gamble(inne języki), syn założyciela, z zawodu chemik, rozwija technologię produkcji pierwszego rodzimego białego mydła, które ze względu na swój kolor otrzymało nazwę Ivory (Kość słoniowa).
- 1887 – By wzmocnić poczucie odpowiedzialności za losy przedsiębiorstwa, P&G ustanawia pionierski program przyznawania pracownikom swoich akcji.
- 1933 – P&G reklamuje swoje produkty, głównie mydło, w trakcie nadawania popularnego serialu radiowego. Odtąd seriale radiowe, później także telewizyjne, nazywane są potocznie operami mydlanymi.
- 1954 – P&G otwiera swoją pierwszą placówkę w Europie, biorąc w leasing małą fabrykę detergentów w Marsylii.
- 1955 – Na rynek wchodzi nowość w dziedzinie higieny jamy ustnej: pasta do zębów z fluorem Crest, która o wiele skuteczniej niż inne dotychczas dostępne pasty zwalcza próchnicę.
- 1961 – P&G wprowadza na rynek pierwsze pieluchy jednorazowego użytku Pampers, które zastępują dotąd używane pieluchy tetrowe. Odtąd nazwa Pampers zaczyna funkcjonować w języku potocznym jako synonim jednorazowej pieluchy.
- 1986 – P&G opracowuje nowy rodzaj produktów do pielęgnacji włosów: szampon i odżywka w jednym.
- 1991 – P&G rozpoczyna działalność w Czechosłowacji, Rosji, na Węgrzech i w Polsce.
- 2005 – P&G ogłasza przejęcie koncernu Gillette.
- 2012 – P&G została partnerem Polskiego Komitetu Olimpijskiego[3].

Procter & Gamble jest jednym z największych przedsiębiorstw na świecie. Sprzedaje 40 kategorii produktów w ponad 180 krajach świata, posiada 60 fabryk na całym świecie oraz zatrudnia blisko 180 000 pracowników. Firma posiada 23 marki, których wartość rocznej sprzedaży (każdej z osobna, nie łączna), przekracza miliard dolarów. P&G znajduje się w grupie 10 największych firm amerykańskich i 30 światowych (według The Business Week, Global 1000). Roczne nakłady na badania i rozwój nowych produktów przekraczają 1 miliard USD.
Od 2013 roku szefem przedsiębiorstwa był Alan G. Lafley, a od 2015 roku rolę CEO pełni David S. Taylor.

## Marki
- Ace
- Always
- Ambi Pur(inne języki)
- Ariel
- Aussie(inne języki)
- Blend-a-med(inne języki)
- Bold
- Bonux
- Braun
- Crest
- Dash
- Discreet
- Fairy
- Febreze(inne języki)
- Flash
- Gillette
- Head & Shoulders
- Herbal Essences(inne języki)
- Ivory
- Lenor
- Mr Proper
- Naturella
- Olay(inne języki)
- Old Spice
- Oral-B
- Pampers
- Pantene
- Shamtu
- Swiffer(inne języki)
- Tampax(inne języki)
- Tide(inne języki)
- Vicks(inne języki)
- Vizir

## Kontrowersje wokół przedsiębiorstwa

### Testy na zwierzętach
Procter & Gamble było krytykowane przez kilka organizacji społecznych takich jak People for the Ethical Treatment of Animals, British Union for the Abolition of Vivisection, i In Defense of Animals za stosowanie na masową skalę testów swoich produktów na zwierzętach, zwłaszcza kosmetyków i dodatków do żywności. Krytyka spowodowała załamanie się sprzedaży pokarmu dla zwierząt pod marką Iams, które usiłowano wprowadzić na rynek w 1999 r.

### Praktyki przy zatrudnianiu
Do końca lat 90. XX w. przedsiębiorstwo było bardzo zaangażowane w ruch „równych szans” dla zatrudnianych, starając się zwalczać nierówne traktowanie przy zatrudnianiu mniejszości - zwłaszcza samotnych matek i homoseksualistów. Było nawet zaangażowane w telewizyjne i internetowe kampanie reklamowe na rzecz równego traktowania homoseksualistów. Pod wpływem grup nacisku, takich jak w latach 2003–2005 American Family Association wycofała się z tych działań całkowicie.

### Kontrowersje wokół logo
W latach 80. XX wieku powstała wokół logo firmy legenda miejska, według której stare logo firmy, było oparte na symbolice satanistycznej. Jako dowód na to stwierdzenie przytaczano cytaty z Biblii, m.in. Apokalipsa 12:1:
Potem wielki znak się ukazał na niebie: Niewiasta obleczona w słońce i księżyc pod jej stopami, a na jej głowie wieniec z gwiazd dwunastu.
Jako że stare logo P&G przedstawiało profil mężczyzny, skierowany ku księżycowi i otoczony trzynastoma gwiazdami, niektórzy uznali, że jest to satanistyczna parafraza wcześniej cytowanego fragmentu Apokalipsy, która odpowiada analogicznemu fragmentowi z tzw. Biblii Szatana. Samo przedsiębiorstwo stanowczo zaprzeczało takiej interpretacji jego logo.
P&G toczyło nawet w tej sprawie szereg procesów sądowych o zniesławienie wytaczane zarówno osobom fizycznym jak i konkurencyjnym przedsiębiorstwom, co jednak, mimo ich wygrania, pogłębiło tylko wiarę wielu ludzi w słuszność tej legendy. Jedna z szerzących się plotek głosiła, że firma rzekomo wytoczyła proces znanemu prezenterowi telewizyjnemu Philowi Donahue'owi, który rzekomo miał w swoim „Saturday's Show” przeprowadzić wywiad z byłym prezesem zarządu P&G, w którym ten miał przyznać, że logo ma istotnie podtekst satanistyczny. W rzeczywistości jednak show Phila Donahue'a nie jest emitowany w soboty i nigdy żaden były prezes P&G w tym programie nie uczestniczył. Niemniej plotki te zmusiły w końcu przedsiębiorstwo do rezygnacji ze swojego dawnego logo i zamieniono je na stylizowany zapis „P&G”. Stare logo jest jednak nadal używane w krajach azjatyckich oraz są nim pieczętowane opakowania produktów w obrocie hurtowym.

## W Polsce

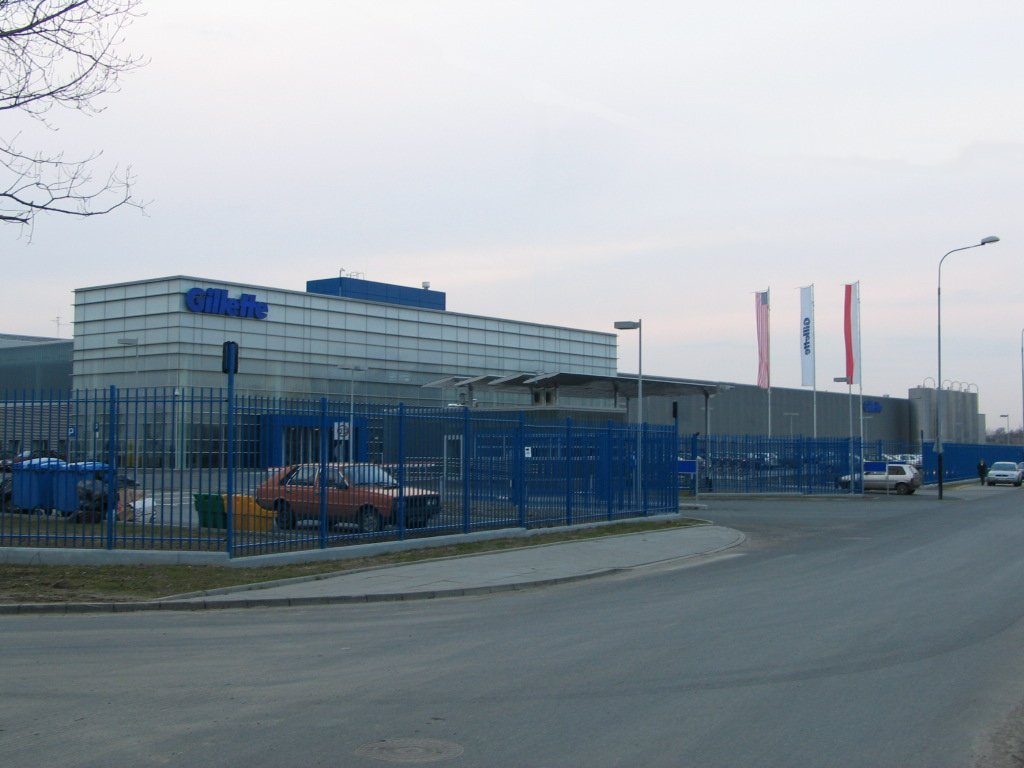
Fabryka P&G (dawniej Gillette) na osiedlu Nowy Józefów w Łodzi

Firma Procter & Gamble rozpoczęła działalność w Polsce w 1991. Jest właścicielem następujących podmiotów: 
- Fabryka Pampers ul. Zabraniecka 20, 03-872 Warszawa[5]
- Fabryka Gillette Nowy Józefów 70, 94-406 Łódź
- Fabryka OLAY: P&G Aleksandrow Plant, ul. 11 listopada 103A, 95-070 Aleksandrów Łódzki
- „Procter & Gamble DS Polska” Sp. z o.o. (KRS 0000210289) o kapitale zakładowym: 4.197.000,00 PLN
- „Procter and Gamble Operations Polska” Sp. z o.o. (KRS 0000014575) o kapitale zakładowym: 470.516.000,00 PLN
- „Procter & Gamble Polska” Sp. z o.o. (KRS 0000139643) o kapitale zakładowym: 20.700.000,00 PLN